# Filtre à réponse impulsionnelle infinie
Pour les articles homonymes, voir filtre et IIR.
Un filtre à réponse impulsionnelle infinie ou filtre RII (en anglais infinite impulse response filter ou IIR filter) est un type de filtre électronique caractérisé par une réponse fondée sur les valeurs du signal d'entrée ainsi que les valeurs antérieures de cette même réponse.
Il est nommé ainsi parce que dans la majorité des cas, la réponse impulsionnelle de ce type de filtre est de durée théoriquement infinie. Il est aussi désigné par l'appellation de filtre récursif. Ce filtre est l'un des deux types de filtre numérique linéaire. L'autre type possible est le filtre à réponse impulsionelle finie (filtre RIF). Contrairement à celle du filtre RII, la réponse du filtre RIF ne dépend que des valeurs du signal d'entrée. Par conséquent, la réponse impulsionnelle d'un filtre RIF est toujours de durée finie.
La plupart des filtres analogiques peuvent également être considérés comme des filtres à réponse impulsionnelle infinie.

## Description
De façon générale, le filtre à réponse impulsionnelle infinie est décrit par l'équation aux différences suivante où x représente les valeurs du signal d'entrée et y les valeurs du signal de sortie.
En utilisant le symbole de sommation, l'équation peut être réécrite de la façon suivante :
La fonction de transfert en {\displaystyle Z} s'écrit:

## Réalisation

Figure 1. Réalisation directe de type 1 d'un filtre à réponse impulsionnelle infinie.

Les filtres numériques peuvent être réalisés à l'aide de trois éléments ou opérations de base, soit l'élément gain, l'élément de sommation et le retard unitaire ; ces éléments sont suffisants pour réaliser tous les filtres numériques linéaires possibles. La réalisation présentée dans la figure 1 est une réalisation directe de type 1 du filtre RII.

## Exemple
Un filtre passe bas du premier ordre, de constante de temps {\displaystyle \tau ={\frac {\Delta t}{2\alpha }}}, de fréquence coupure {\displaystyle f_{c}={\frac {1}{2\Pi \tau }}={\frac {\alpha }{\Pi \Delta t}}} où {\displaystyle \Delta t} est la période d’échantillonnage admet la fonction de transfert en z suivante :
{\displaystyle H(z)={\frac {{\frac {\alpha }{\alpha +1}}+{\frac {\alpha }{\alpha +1}}z^{-1}}{1+{\frac {\alpha -1}{\alpha +1}}z^{-1}}}}
On en déduit donc la relation récursive suivante :
{\displaystyle y[n]={\frac {\alpha }{\alpha +1}}x[n]+{\frac {\alpha }{\alpha +1}}x[n-1]-{\frac {\alpha -1}{\alpha +1}}y[n-1]}
La réponse impulsionnelle de ce filtre est une exponentielle décroissante.

## Propriétés
Les remarques générales suivantes peuvent être portées sur les filtres RII :
- Les filtres RII ne sont pas forcément stables, la stabilité dépend de la position des pôles dans le plan complexe ;
- Beaucoup moins de calculs par rapport à un filtre RIF équivalent au niveau des performances ;
- Généralement, les filtres RII sont plus sensibles aux erreurs de quantification que les filtres RIF. La récursivité peut générer des erreurs cumulatives ;
- Un filtre RII est plus sélectif qu'un filtre RIF du même ordre, c'est-à-dire que la transition entre la bande passante et la bande rejetée est plus rapide que dans le cas du filtre RIF.